# Nakhon Sawan (província)
Nakhon Sawan é uma província da Tailândia. Sua capital é a cidade de Nakhon Sawan.

## Distritos
A província está subdividida em 13 distritos (amphoes) e 2 subdistritos (king amphoes ). Os distritos e subdistritos estão por sua vez divididos em 130 comunas (tambons) e estas em 1328 povoados (moobans).

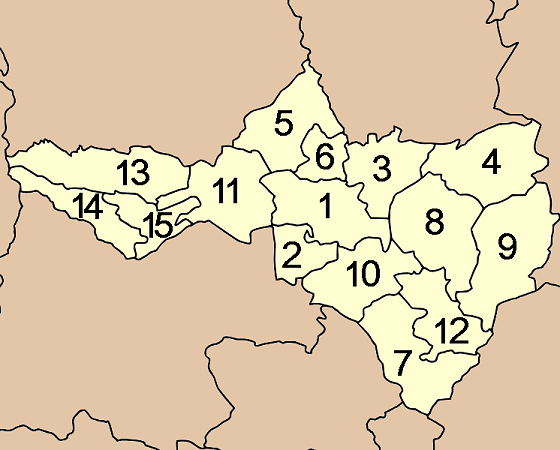
Distritos da província

| Amphoe                                                                                         |                                                                           | King Amphoe                 |
| ---------------------------------------------------------------------------------------------- | ------------------------------------------------------------------------- | --------------------------- |
| 1. Nakhon Sawan 2. Krok Phra 3. Chum Saeng 4. Nong Bua 5. Banphot Phisai 6. Kao Liao 7. Takhli | 1. Tha Tako 2. Phaisali 3. Phayuha Khiri 4. Lat Yao 5. Tak Fa 6. Mae Wong | 1. Mae Poen 2. Chum Ta Bong |

- Info Nakhon Sawan Province (www.nakhonsawanprovince.com)